# 奥莱瓦诺罗马诺
奥莱瓦诺罗马诺（義大利語：Olevano Romano），是意大利拉齐奥大区罗马首都广域市的一个市镇。总面积26.12平方公里，人口6907人，人口密度264.4人/平方公里（2009年）。ISTAT代码为058073。